# Революционная партия социалистов-федералистов Грузии
Революционная партия социалистов-федералистов Грузии (груз. საქართველოს სოციალისტ-ფედერალისტების რევოლუციური პარტია) — историческая партия Грузии.

## История
Основана в апреле 1904 года Г. Деканозовым, А. Джорджадзе, В. Н. Черкезовым и др.
Партия требовала национальной автономии для Грузии в составе Российской империи. Базировалась, в основном, в сельской местности, членами партии были почти исключительно крестьяне и мелко-поместное дворянство. Политический профиль партии привлекал умеренно националистических интеллектуалов, школьных учителей и студентов. Партия стремилась к тому, чтобы вопросы сельского хозяйства решались не центральными властями, а автономными национальными институтами. Периодическим изданием партии было Сакартвело (в переводе с грузинского — «Грузия»).
По словам Бориса Суварина, партия получала оружие из Японии для борьбы против российских властей во время русско-японской войны и была одной из немногих оппозиционных групп в Российской империи, которая принимала такую помощь. Партия провела серию экспроприаций на Кавказе. В апреле 1906 года социалистам-федералистам удалось ограбить душетскую казну, похитив 315 000 рублей. Большая часть украденных денег осталась у Лео Кереселидзе, организатора ограбления, который взял их с собой, когда отправился в эмиграцию.
В ноябре 1904 года партия вместе с Партией социалистов-революционеров, Польской социалистической партией, Польской национальной лигой, Финской партией активного сопротивления, Латвийской социал-демократической рабочей партией, Армянской революционной федерацией, Союзом освобождения приняла участие в конференции оппозиционных групп в Париже, где было принято «Парижское соглашение» о борьбе с самодержавием. Партию на конференции представляли Деканозов и Габуния. Конференция приняла декларацию, призывающую к установлению демократического строя в России (хотя при этом, и не уточняя, будет ли Россия монархической или республиканской), но участники конференции не смогли договориться о создании совместного центрального бюро для оппозиционных сил. В апреле 1905 г. социалисты-федералисты, Социалистический союз Белоруссии и несколько групп, участвовавших в Парижской конференции (Армянская революционная федерация, социалисты-революционеры, Финская партия активного сопротивления, Латвийская социал-демократическая рабочая партия), собрались в Женеве и сформировали Генеральный боевой комитет, стремясь подготовить учредительные собрания для России, Польши и Финляндии.
На выборах в Первую Думу социалист-федералист Иосиф Баратов получил место от Тифлиса. Партия сформировала избирательный блок перед выборами, вместе с Грузинской демократической партией и Радикальной партией.
В 1907 году партия приняла политику экстерриториальной национально-культурной автономии, согласно которой человек будет пользоваться культурной и национальной автономией независимо от того, где он или она будет проживать в Империи.

Состав Учредительного собрания Грузии

После Октябрьской революции 1917 года партия сформировала антибольшевистский блок вместе с грузинскими меньшевиками, Армянской революционной федерацией («Дашнаки») и партией «Мусават». Блок получил поддержку от Германии и Турции, а затем и от Англии и Франции. Партия позже сформировала Комитет по вопросам независимости Грузии с национал-демократами и меньшевиками и попыталась начать вооруженное восстание против Советской власти в октябре 1923 года.